# USS Zumwalt (DDG–1000)
A USS Zumwalt (DDG-1000) az Amerikai Egyesült Államok Haditengerészetének irányított rakétás rombolója. Ez a Zumwalt osztály első, névadó egysége. A romboló Elmo R. Zumwalt Jr. tengernagyról kapta a nevét. A hajó lopakodó képességekkel rendelkezik, radarkeresztmetszete nagy mérete ellenére megegyezik egy kisebb halászhajóéval. Építését 2011-ben kezdték a General Dynamicshoz tartozó Bath Iron Works hajógyárban, 2013-ban bocsátották vízre. 2015. december 7-én kezdte meg a tengeri próbaútját. 2016. október 16-án, Baltimoreban állt szolgálatba. Honi kikötője San Diego Kaliforniában. 2024-ben lecserélték az AGS lövegeket IRCPS rakétarendszerre. 

## Névadója

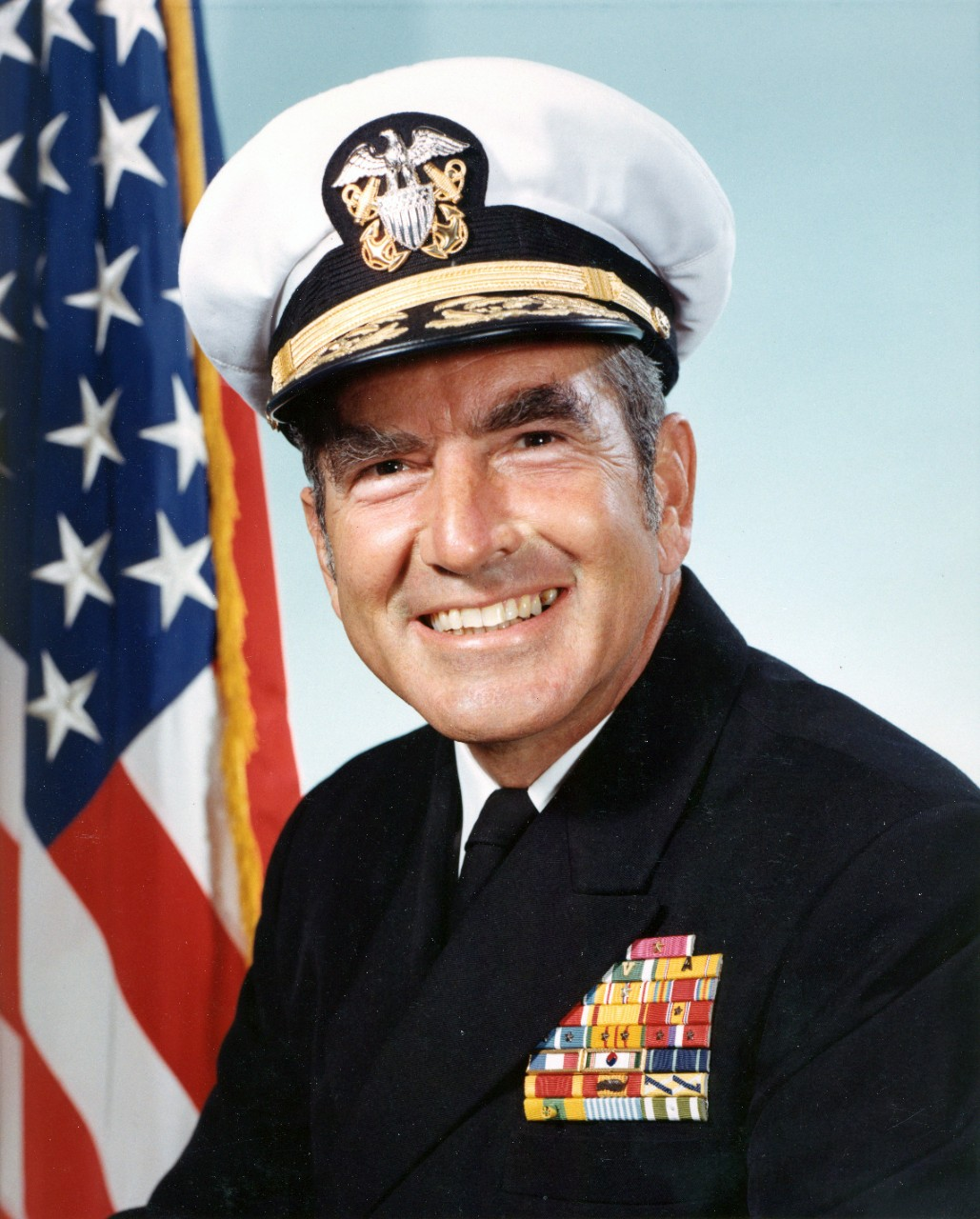
Elmo R. Zumwalt Jr. tengernagy

A Zumwalt Elmo Russel Zumwalt Jr. tengernagyról kapta a nevét, aki az amerikai haditengerészet tisztje volt. Ő volt a legfiatalabb ember, aki a haditengerészeti műveletek parancsnokaként (Chief of Naval Operations) szolgált. Tengernagyként, és később a 19. haditengerészeti parancsnokként, fontos szerepet töltött be az Egyesült Államok hadtörténelmében, főleg a vietnámi-háború időszaka alatt. Többszörösen kitüntetett háborús veteránként Zumwalt megújította az Egyesült Államok Haditengerészetének személyzetre vonatkozó irányelveit, hogy javítson a személyi állomány életén és csökkentse a faji ellentétből fakadó feszültséget. 32 év szolgálat után szerelt le és ezután, habár sikertelenül, pályázott az Egyesült Államok Szenátusába.
A hajótest azonosítója, DDG-1000, eltér a korábban irányított rakétás rombolóknál alkalmazott jelöléstől, ami a DDG-139-ig ment. Ez a hajó, 2024-ben, a legújabban megrendelt USS Telesforo Trinidad Arleigh Burke osztályú rombolóhoz tartozik. A Zumwalt egy korábbi számsorozatot folytat, ami 1983-ban szakadt meg, a DD-997-tel, ami egy Spruance osztályú romboló, a USS Hayler volt.

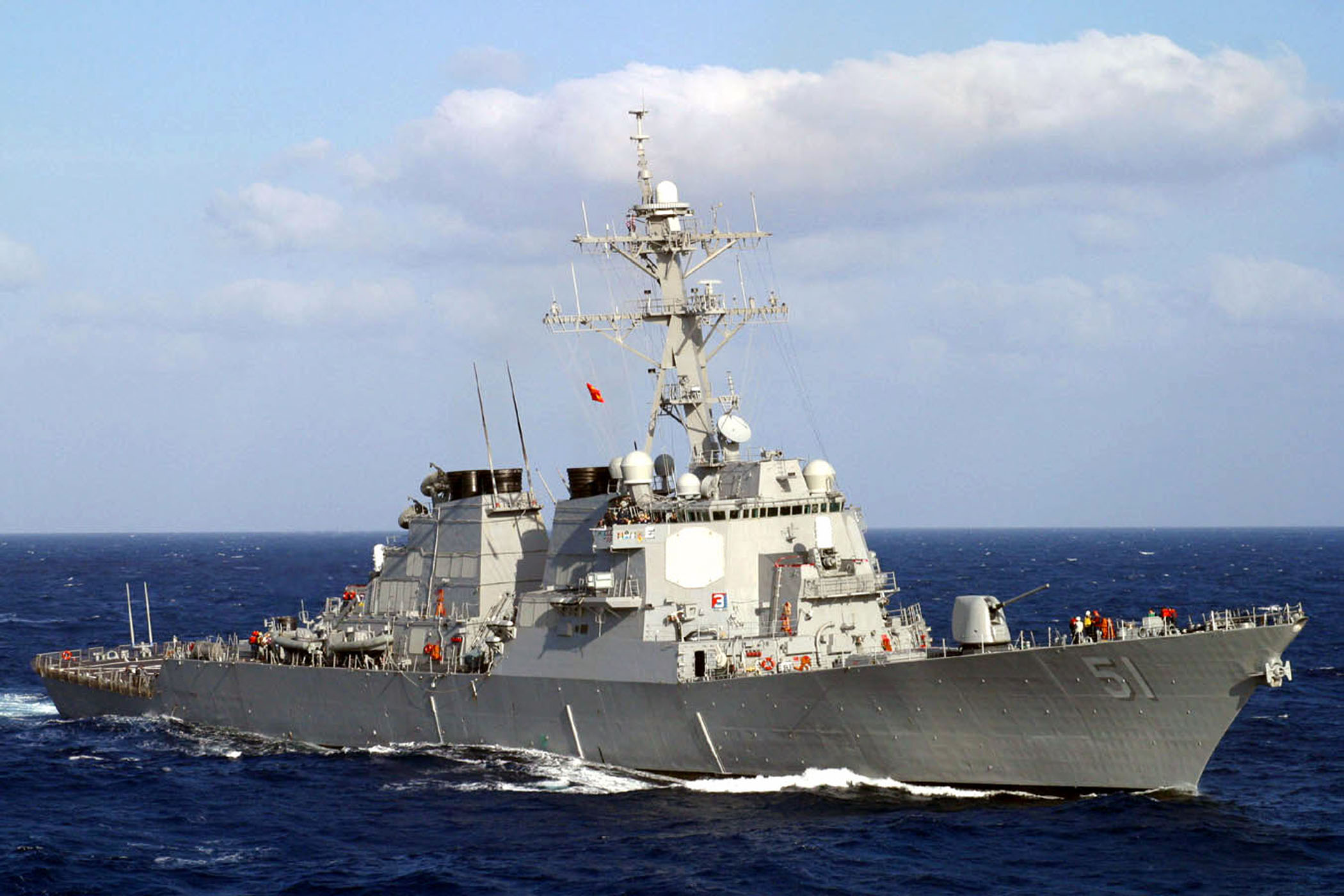
A USS Arleigh Burke (DDG-51), az azonos nevű hajóosztály névadója

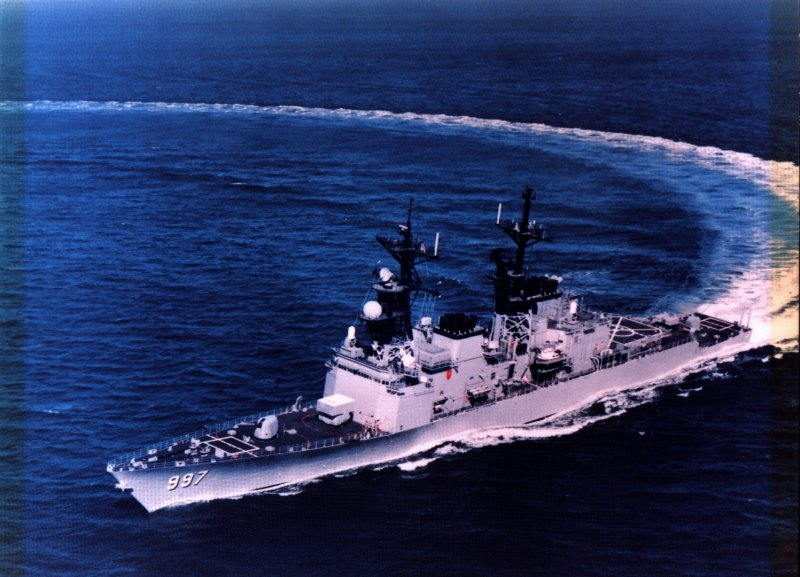
A USS Hayler

## Feladata

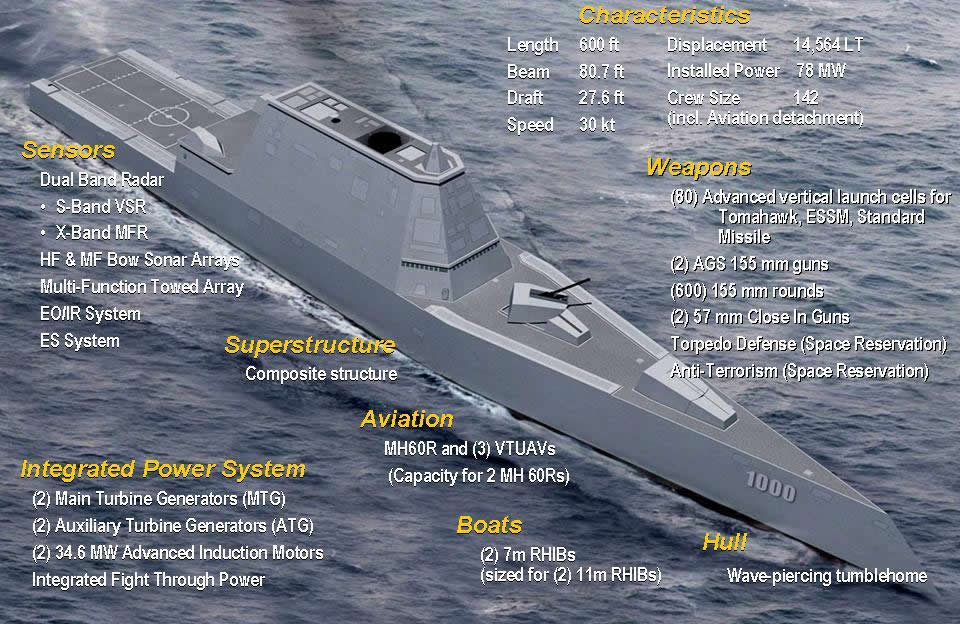
Koncepciós terv

A Zumwalt osztályt többcélúságra tervezték. A korábbi rombolóktól abban tért el, hogy a Zumwalt elsődleges feladata a szárazföldi csapatok tűztámogatása lett volna, míg a korábbi típusokat elsősorban nyíltvízi harcra tervezték. Elsődleges feladatán kívül a Zumwalt viszont képes ellátni egy romboló szokásos feladatait, mint a légvédelem, a hajók és tengeralattjárók ellen való harcot is.
A hajót eredetileg két darab Advanced Gun Systems nevű (fejlettt lövegrendszer, AGS) löveggel szerelték fel. A lövegek egy nagy hatótávolságú  lövedéket (Long Range Land Attack Projectile, LRLAP) tüzeltek volna. Ez egy 155 mm-es irányított lövedék, amit a Lockheed Martin fejlesztett és gyártott. A lövedék rakétameghajtású volt, ami eljuttatta volna nagy távolságra a lövedéket, utána pedig vezérsíkok iranyították. Az AGS rendszerrel elméletben a hajó képes lett volna arra, hogy két másodperc alatt hat lövedéket kilőjjön és azok egyszerre csapódjanak be a célpontnál. A hatását az M795 tüzérségi gránátéhoz hasonlónak vélik. A hatótavolsága nagyjából 190 km volt, darabja pedig kb. $800.000-$1.000.000-ba került, a tervezett megrendelés, ami 2000 db lövedék volt kb. $1,8-$2 milliárd lett volna. Darabonkénti ára megegyezik egy Tomahawk típusú cirkálórakéta költségével. A hajónak ez a löveg lett volna a fő eszköze a szárazföldi csapatok tűztámogatásához, de az LRLAP lövedékek beszerzését 2016-ban a magas költség miatt leállították, és a Haditengerészet nem tervezi lecserélni a lövedékeket. Mivel a Zumwalt így nem volt képes ellátni az elsődleges feladatát, ezért a Haditengerészet a hajók elleni harcot jelölte ki az osztály számára, mint fő feladat. Egy 2023-ban kezdődő átfegyverzésnél az AGS rendszereket rakétákra cserélték le.

## Történelme

### Építése

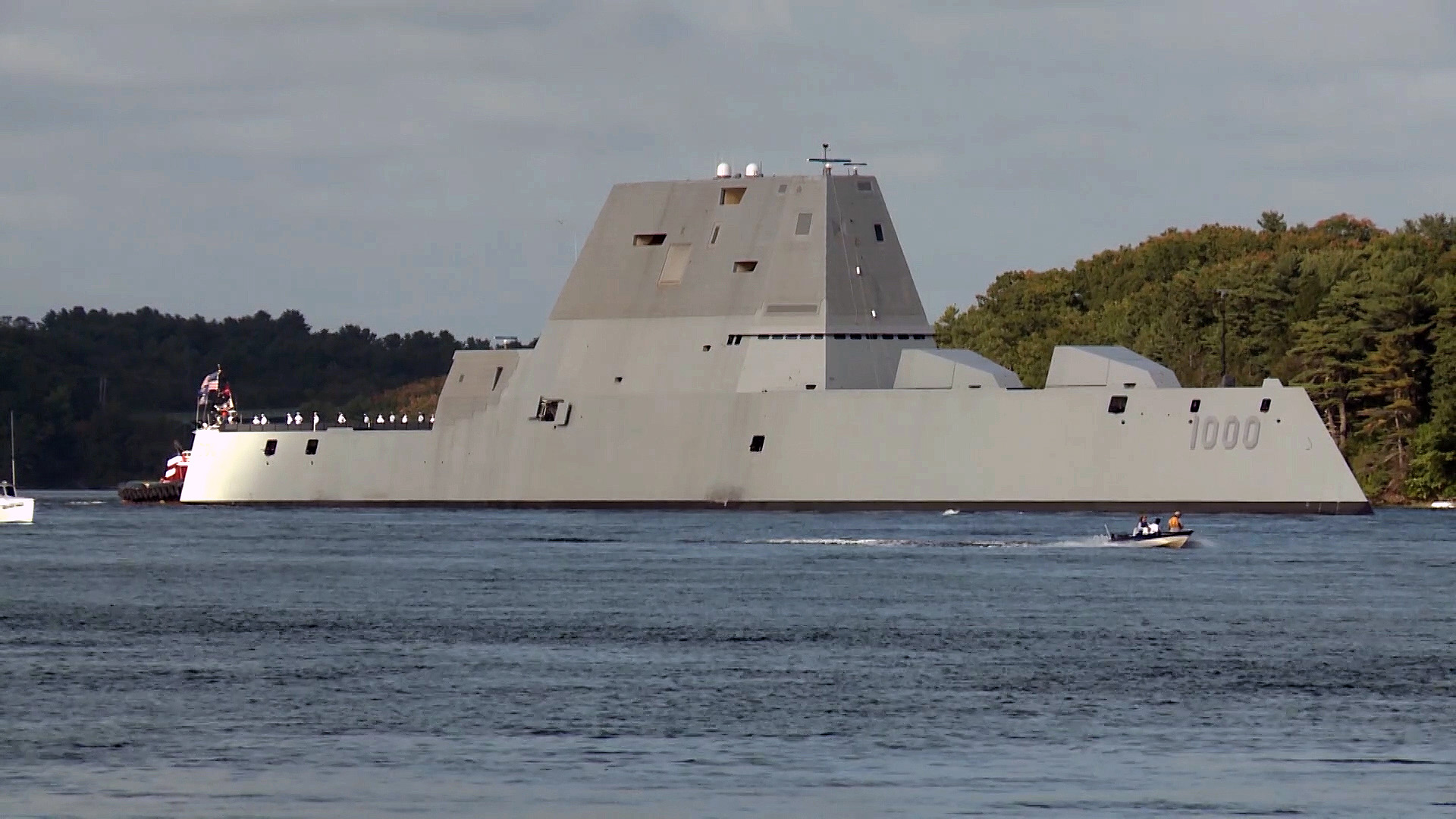
A USS Zumwalt elhagyja Mainet, 2016. szeptemberében

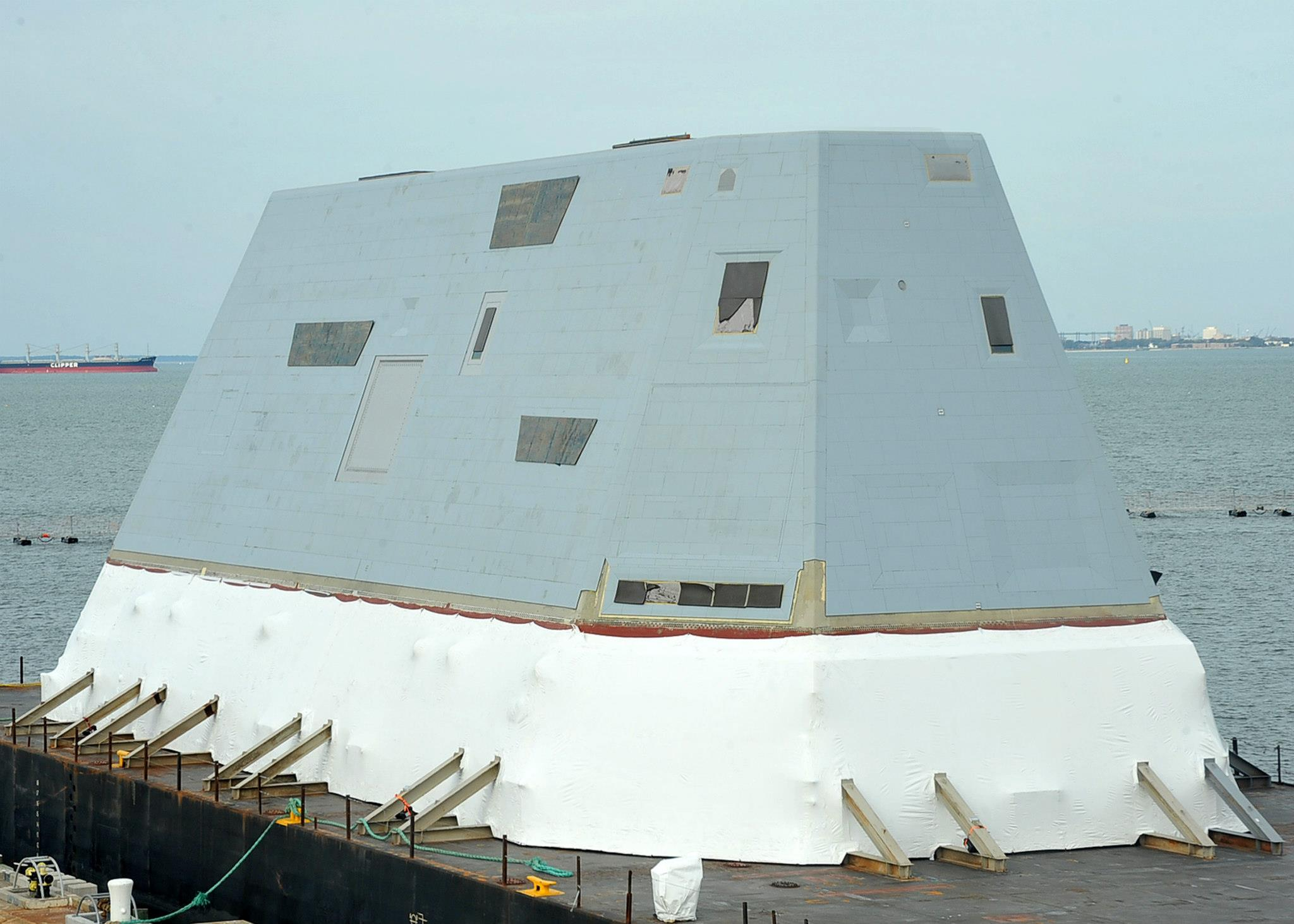
A Zumwalt felépítménye szállítás alatt

A hajó funkciói közül többet is eredetileg a DD21 ("21-ik századi romboló") program keretein belül fejlesztették ki. 2001-ben az Egyesült Államok Kongresszusa megszüntette a programot és beolvasztották az SC21 programba. Hogy megmentsék, a beszerzési programot átnevezték DD(X)-szé és erősen átdolgozták. A DDG-1000 kezdeti finanszírozási elosztását már belevették a 2007-es Nemzeti Védelmi Meghatalmazási törvénybe. 2008. februárjára a mainei Bath Iron Works kapott egy $1,4 milliárd értékű szerződést, és a gyártás hivatalosan egy évvel később, 2009. februárjában kezdődött el.
2008. júliusára meghatároztak egy építési menetrendet a General Dynamicsnek, hogy 2013. áprilisában leszállítják a hajót. A hajó a kezdeti műveleti képességét 2015. márciusára érte volna el a tervek szerint, de 2012-ben a hajó tervezett befejezését és leszállítását elhalasztották a 2014-es pénzügyi évre. A hajó első szakaszát 2011. november 17-én fektették le a Bath Iron Worksnél. Ekkorra a hajó 60%-át már legyártották. A névadási ceremóniát 2013. október 19-ére tervezték, de ezt elhalasztották az Egyesült Államok kormányának leállása miatt. A hajót 2013. október 28-án bocsátották vízre.  

### Tengeri próbaútjai

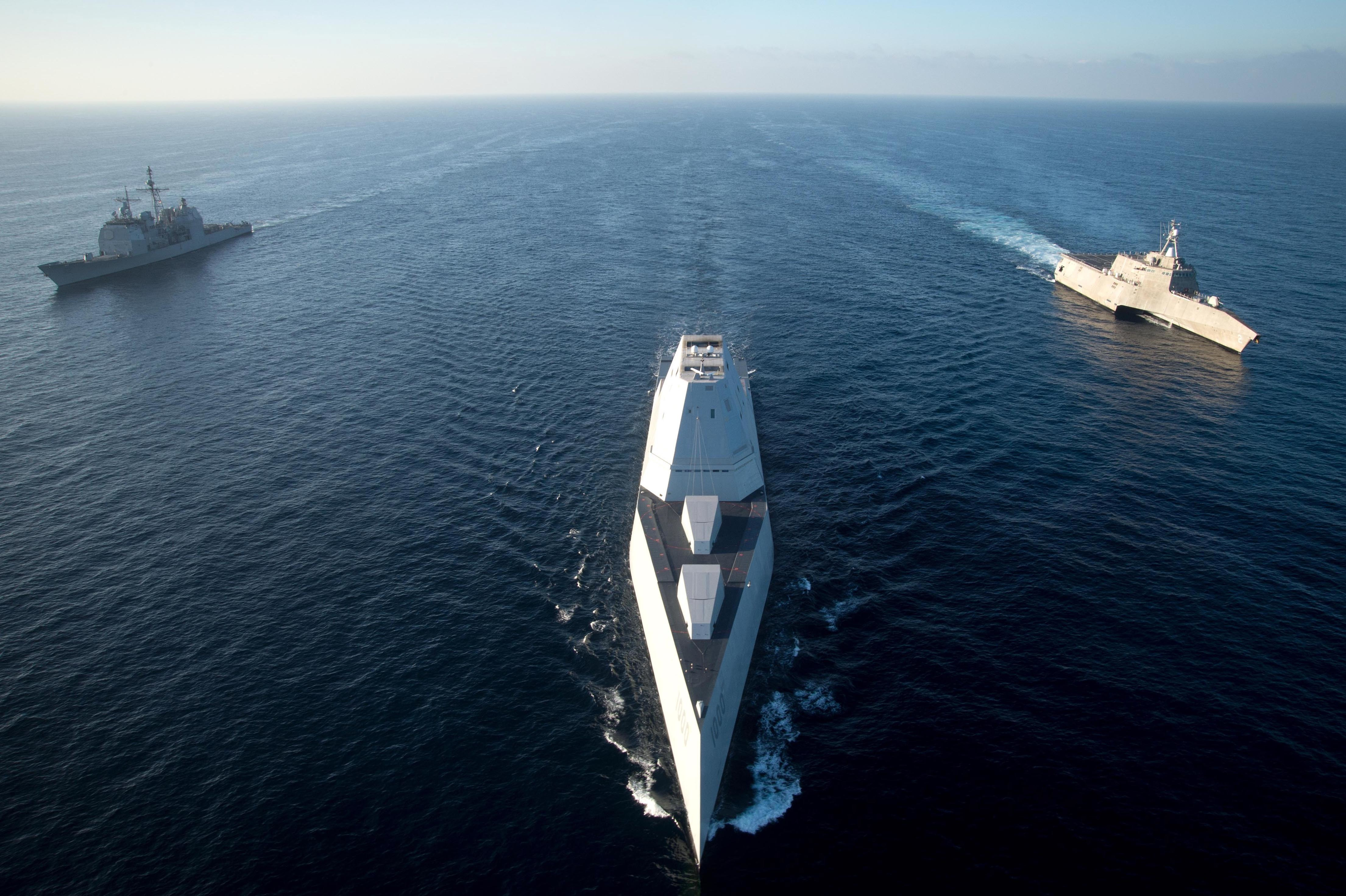
Uss Zumwalt (középen), USS Independence (jobb oldalon) és a USS Bunker Hill (bal oldalon), 2016. december 8.

2014. januárjában a Zumwalt megkezdte az előkészületeket, hogy elinduljon a nehéz időjárási viszonyokat vizsgáló próbaútjára. Ekkor megnézték, hogy a hajó és a műszerei hogyan reagálnak az erős szelekre, viharos tengerre és a szélsőséges idójárási körülményekre. A hajó új, invertált orra és a befelé dőlő hajóteste csökkentette a radarkeresztmetszetét. A tesztek során megvizsgálták, hogy a hajó hogyan viselkedik a vizeken. Később tesztelték a menet közbeni üzemanyag-újratöltést, a hajó adatközpontjait, a radarokat és a többi elektronikai rendszert. 2014. végére adták át a Haditengerészetnek a hajót, hogy ők is tudják tesztelni. Úgy számolták, hogy 2016-ra már teljesen hadrafogható lesz. 
A hajó első parancsnoka James A. Kirk kapitány volt. Nevének, és a Star Trek karakter nevének hasonlósága miatt meglehetősen felfigyelt nevére a média. A karaktert játszó William Shatner 2014. áprilisában írt egy támogatólevelet a hajó legénységének. 2015. december 7-én a hajó elhagyta a Bath Iron Wokrs kikötőjét, hogy a Haditengerészet is működtetthesse a hajót durva időjárási körülmények között. Ennek az útnak az volt a célja, hogy eldöntsék, hogy a hajó készen áll-e arra, hogy aktív hadihajóként működhessen.
2015. december 12-én az amerikai parti őrség segítségkérésére reagált a Zumwalt. Egy halászhajó kapitánya jelentette, hogy Portlandtől 74 km-re egészségügyi segítségre szorulnak. A körülmények miatt a parti őrség helikoptere képtelen volt csörlővel felhúzni a beteget, így a Zumwalt legénysége egy 11 méteres merev törzsű, felfújható csónakkal (RHIB) átszállította őt a rombolóra. Innen a helikopter már át tudta venni a beteget, és elszállították egy kórházba. A Haditengerészet végül 2016. május 20-án fogadta ela Zumwaltot. 2016. szeptemberében jelentettek, hogy a hajó javításokra szorul, mert felfedeztek egy vízszivárgást a hajó segédmotorjának a hajtás olajrendszerében. Az Egyesült Államok Haditengerészete 2016. október 15-én állította hadrendbe a USS Zumwaltot. Ez Baltimoreban történt, a flotta hét során. 

### Hadrendbe állítás után
2016. november 21-én a Zumwalt elvesztette a meghajtását a bal oldali tengelyében, miközben a Panama-csatornán haladt keresztül a báziskikötője, San Diego felé. Víz hatolt be a Zumwalt négy csapágyából kettőbe, amik a bal és jobboldali indukciós motorokat kötötte a főtengelyhez. Mindkét meghajtótengely meghibásodott és a Zumwalt nekivágódott a zsilip falának, ami minimális külső sérüléseket okozott. A hajó a hátralévő út maradékát vontatóhajókkal kellett hogy megtegye. A Zumwaltot a Vasco Núñez de Balboa haditengerészeti bázison javították, innen haladt tovább a San Diego-i állomásáig. Amikor a hajó megérkezett San Diegóba, észrevették, hogy a beszivárgás a kenő és hűtőrendszeren keresztül történt, de az oka ismeretlen maradt Az incidenshez közel álló források Kirk kapitány döntését, miszerint az út hátralévő részét vontatóhajókkal tegyék meg egy körültekintő és elővigyázatos döntésnek tartották. A kapitányt dicsérték is a gyors döntéshozása és becsületessége miatt, hogy elismerte a hűtőrendszer meghibásodását ahelyett, hogy kockáztatta volna a meghajtás további károsodását azzal, hogy a hajót segítség nélkül vezeti a dokkig.

### Leszállítás után

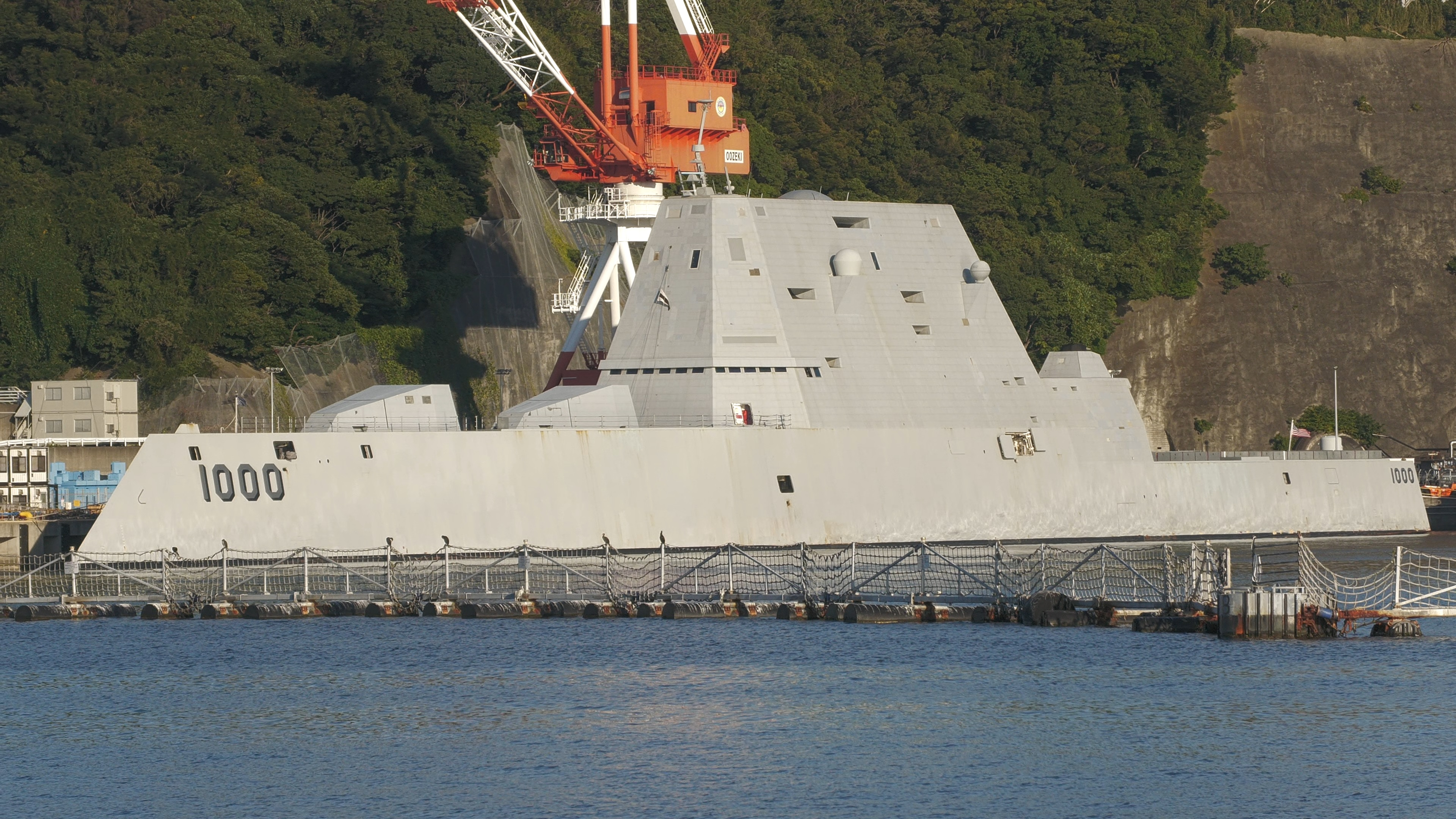
A Zumwalt Yokosukában, 2022. október

2019. áprilisában a Zumwalt elhagyta San Diegót az első bevetésére a Csendes-óceánon. Az őrjárat alatt meglátogatták az alaszkai Ketchikánt, ahol a legénység tudott stabilitás próbákat végezni viharos tengereken. Ekkor jártak Pearl Harbornál is, így a USS Zumwalt volt az első Zumwalt osztályú hajó, aki járt Hawaiion. A végső leszállítást a haditengerészet 2020. áprilisában fogadta el, és felkészítették még több tengeri tesztre.
2022. szeptemberében a Zumwalt végrehajtotta az első olyan kikötését, ami annak érdekében történt, hogy ellátmányokat vegyenek fel. Ezt Guamban hajtották végre. A hajó ekkor Japán felé haladt.
2023. augusztus 1-jén a Zumwalt elindult az új báziskikötője, Pascagoula felé. Itt modernizálták és technológiai fejlesztéseket kapott.
A munkálatokat 2024. decemberében fejezték be, és újra vízre helyezték. A két darab lövegrendszert leszerelték és kicserélték új rakétaindító-állomásokra. Ezek a közepes-hatótávolságú hagyományos gyors támadó (Intermediate-Range Conventional Prompt Strike, IRCPS) rakétákat tudják indítani. 
Az IRCPS, másik nevén Dark Eagle, felszíni célok ellen kifejlesztett, hiperszonikus siklórakéta (úgy tudja elkerülni a légvédelmet, hogy irányítható, nem egy előre beállított ballisztikus pályát követ, illetve alacsony magasságon repül), amit az Egyesült Államok Hadserege fejleszt. A fegyver 2023-ban állt rendszerbe, darabja $41 millióba kerül, hatótávolsága nagyjából 2776 km.

## Galéria

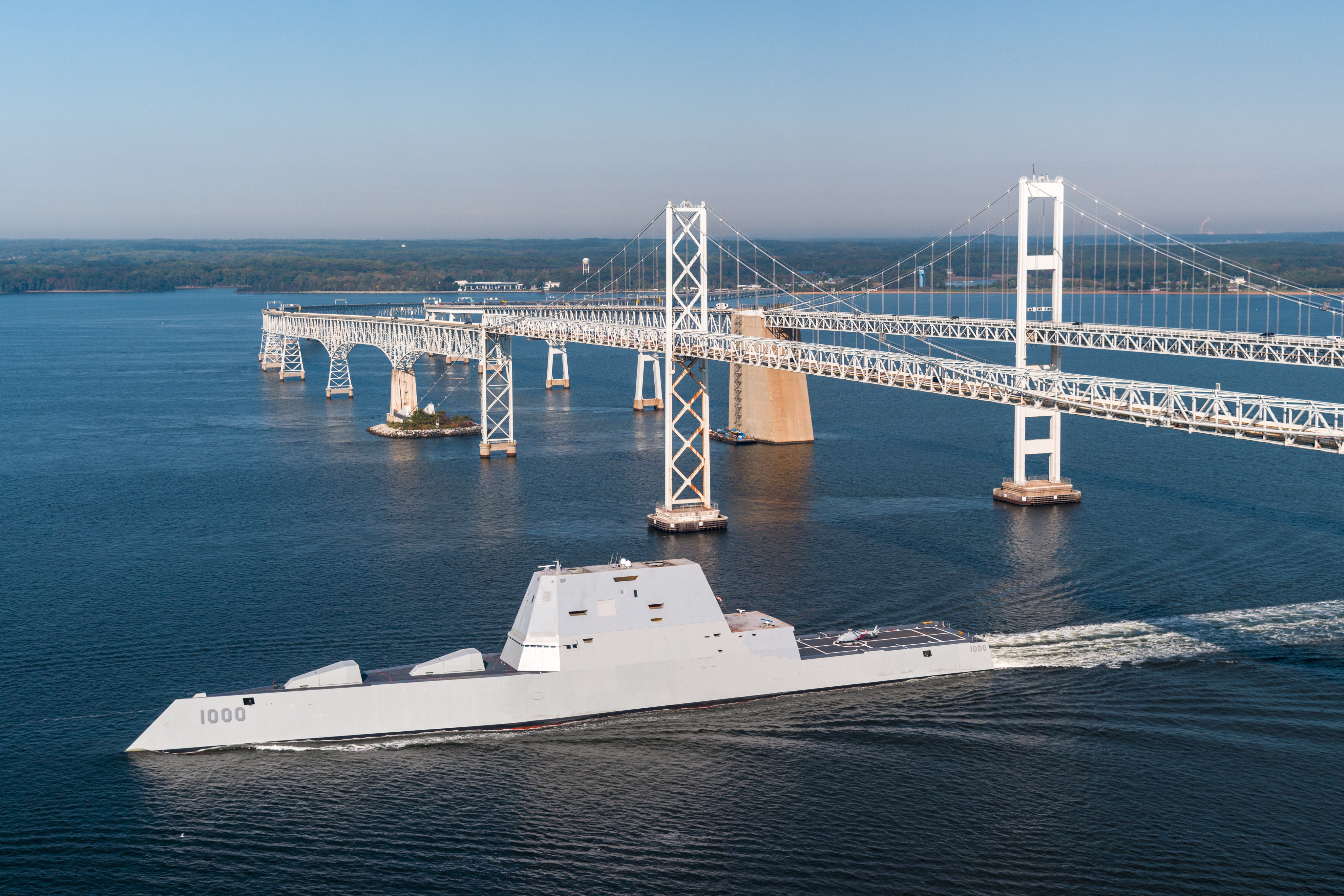
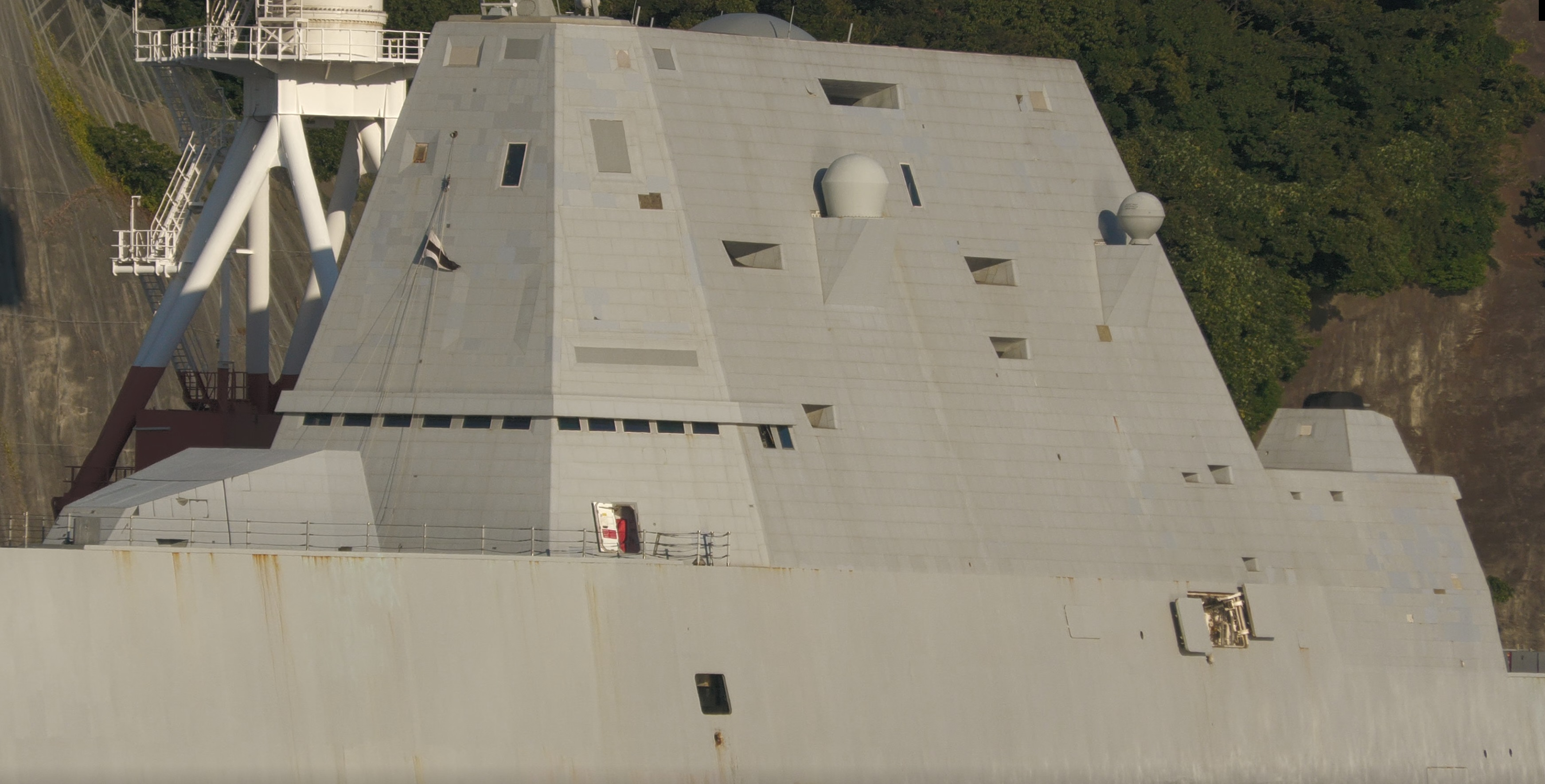
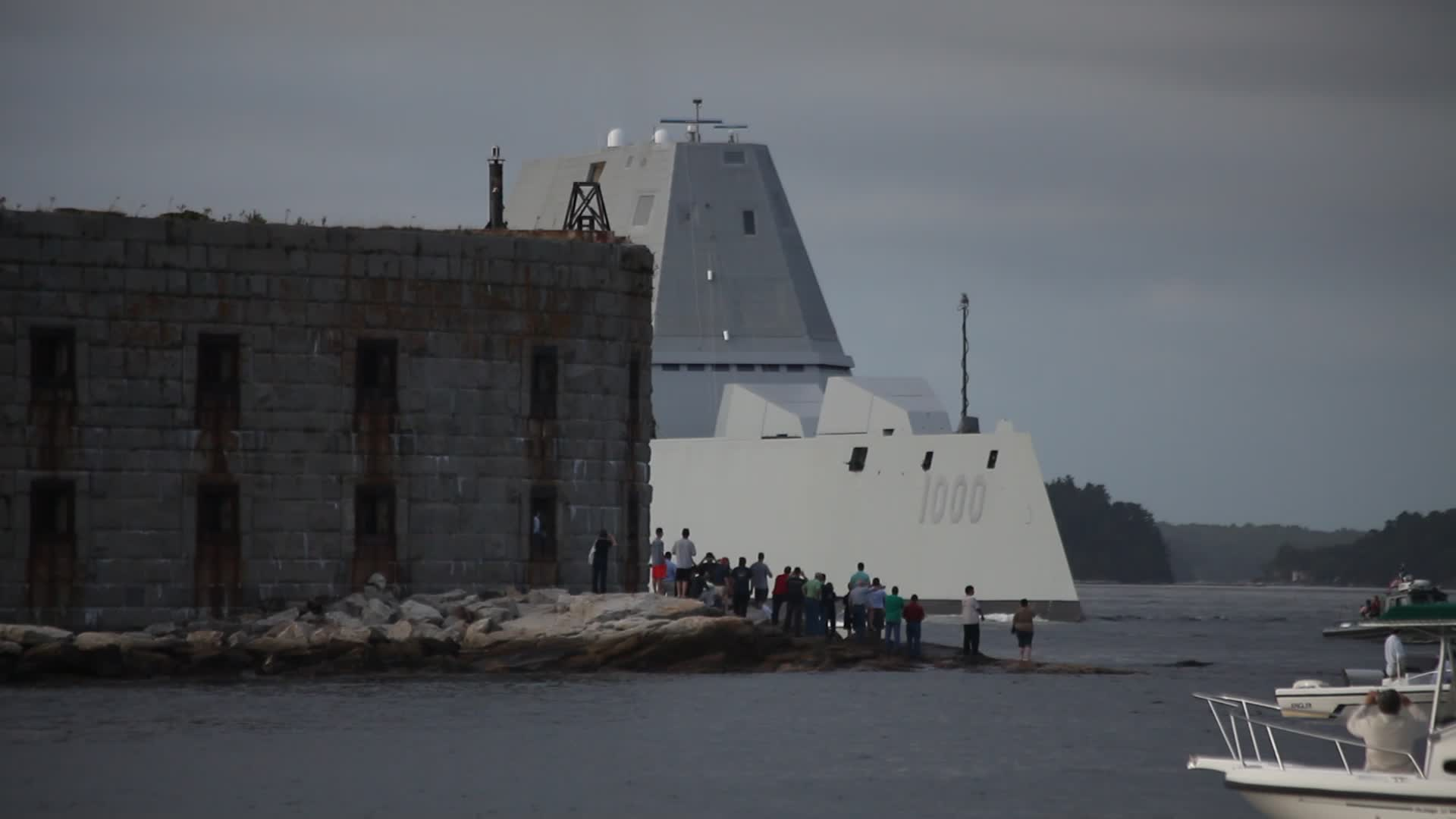
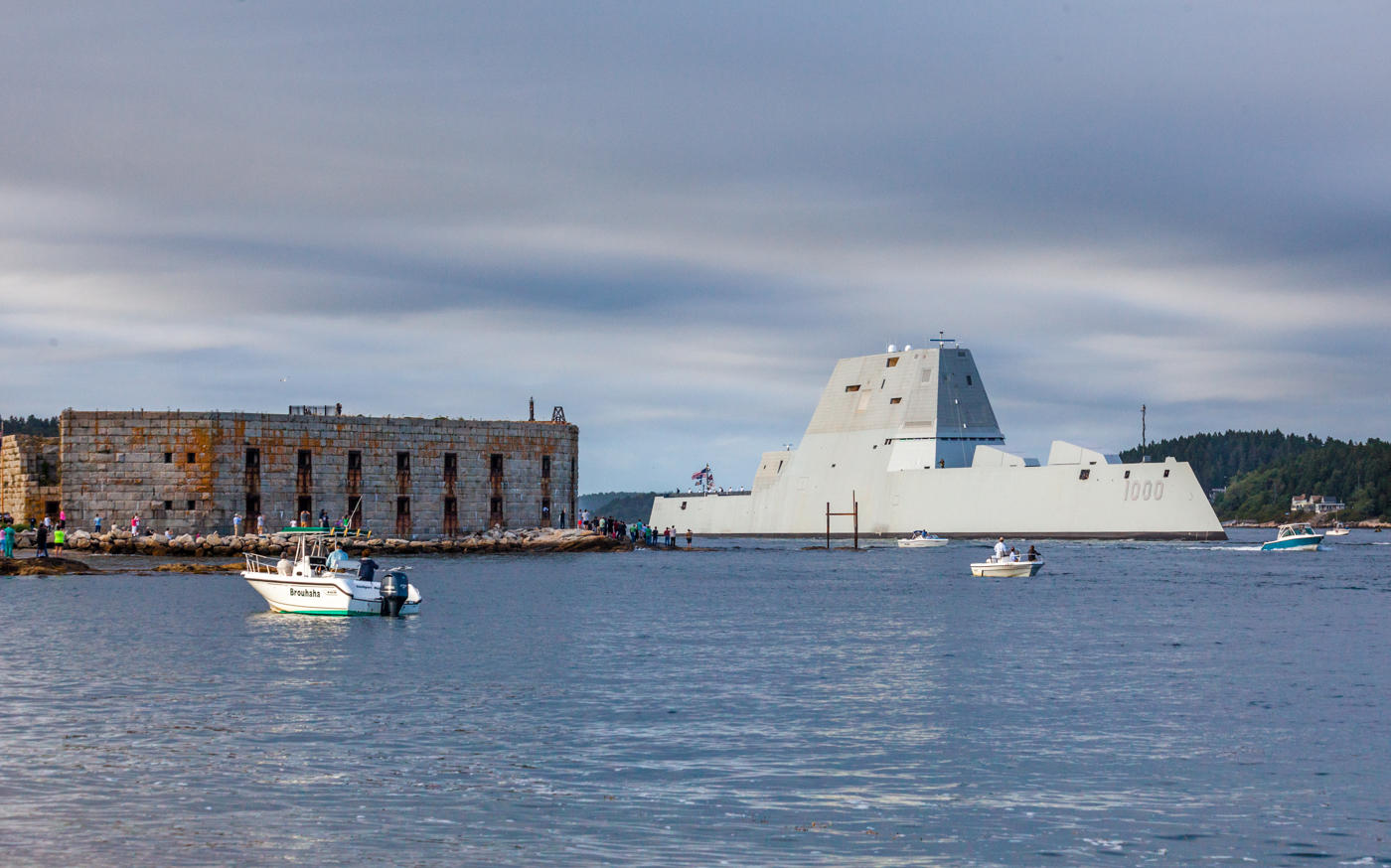
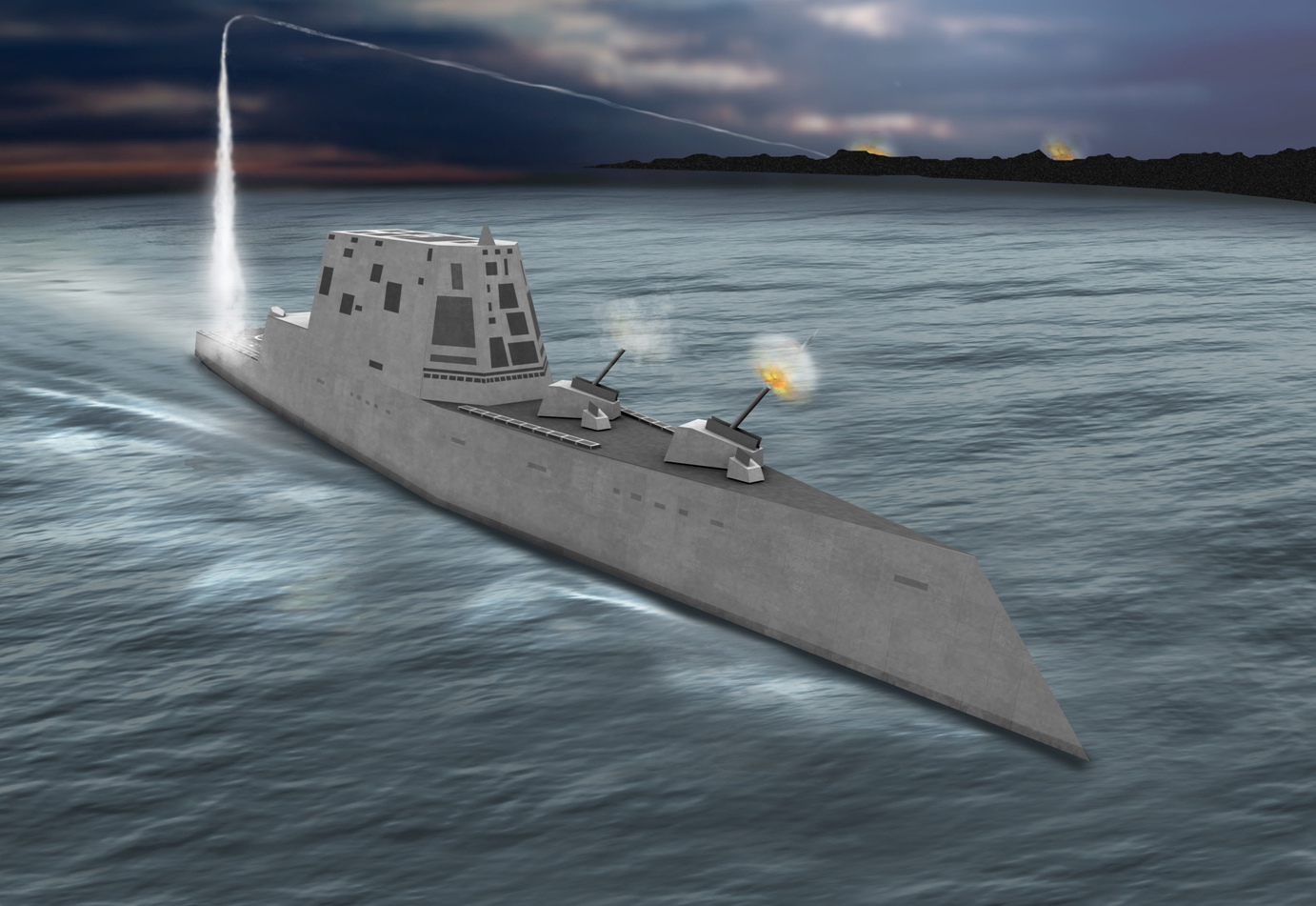
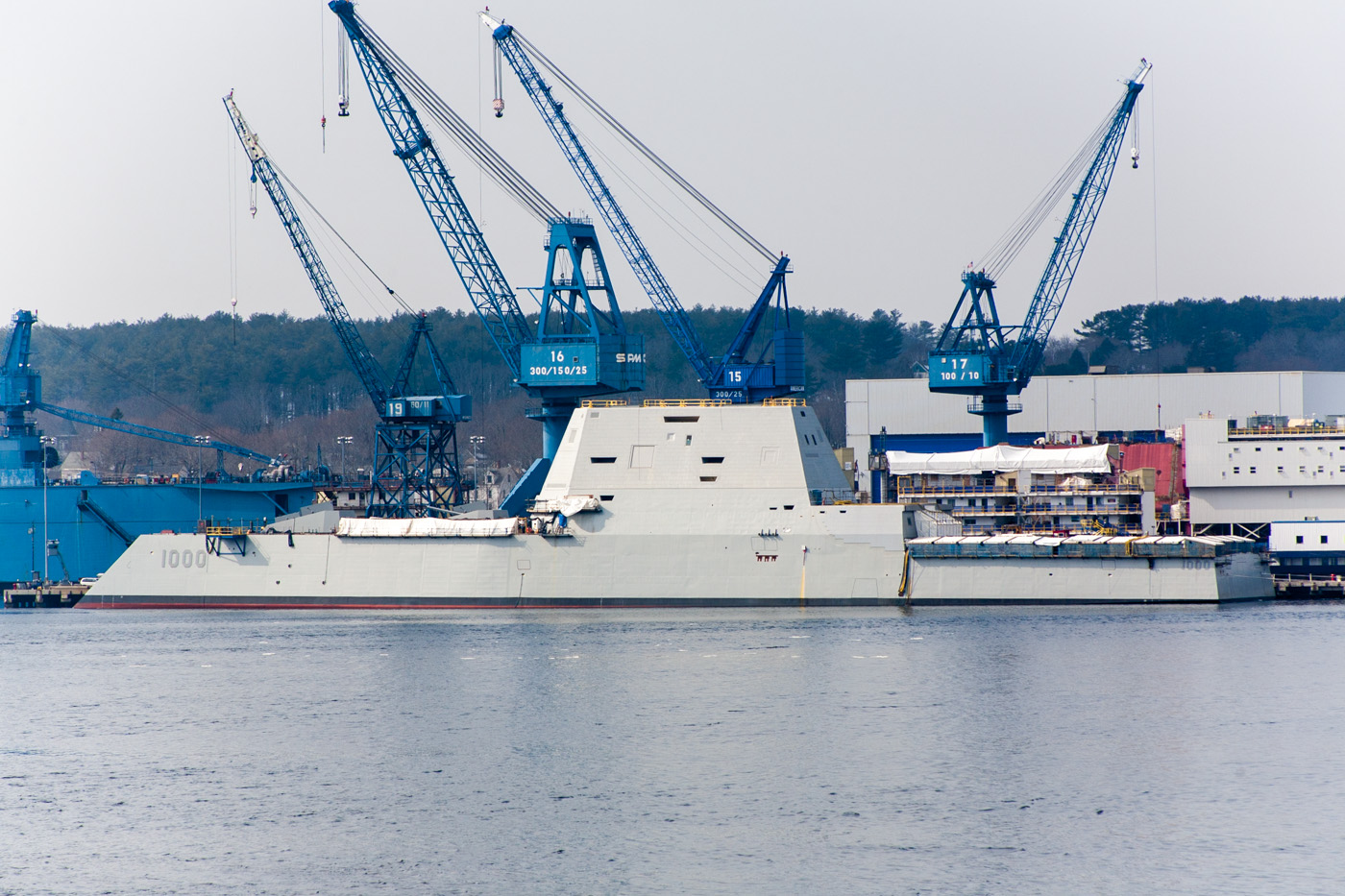
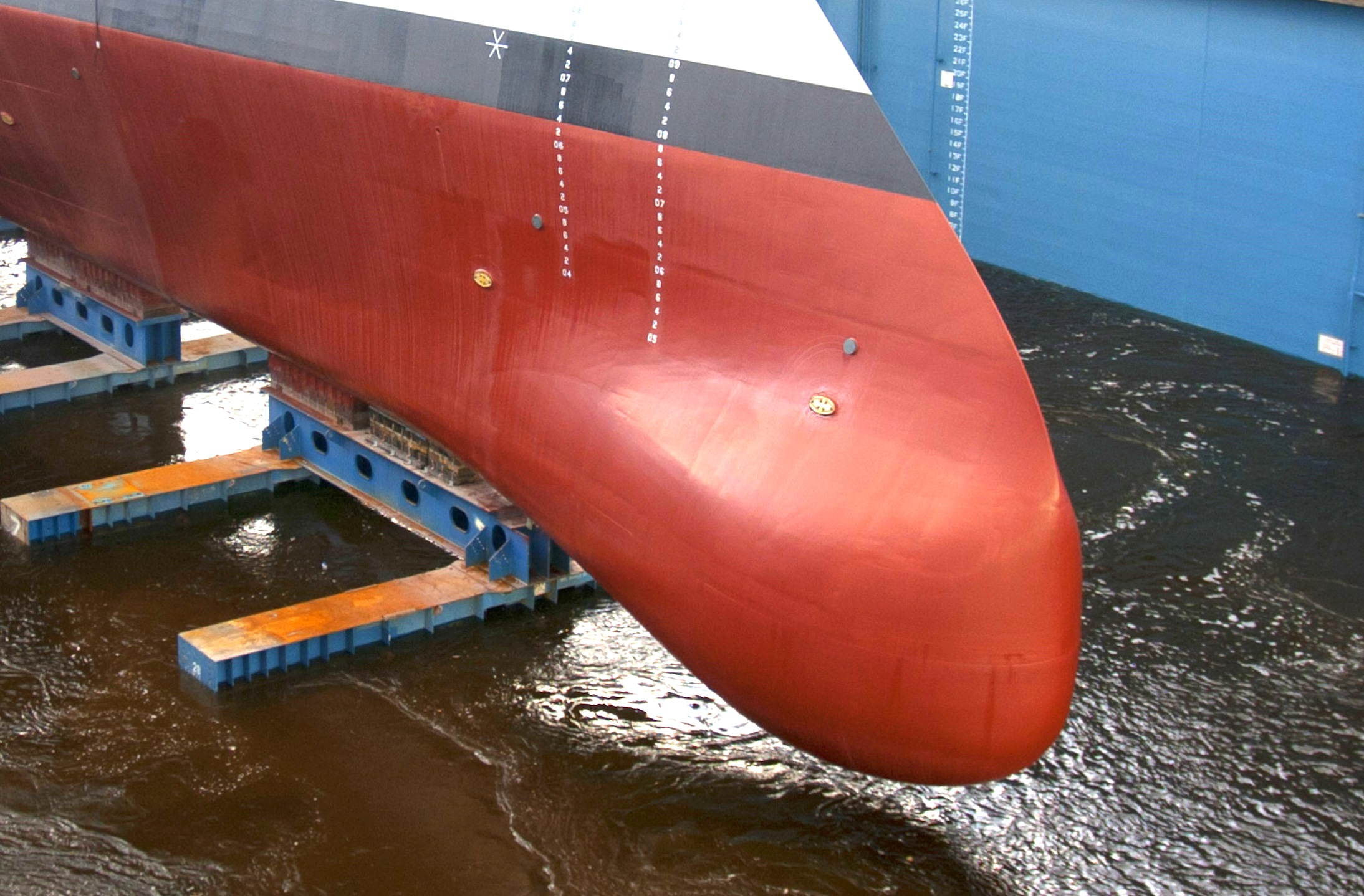
Zumwalt szonárja
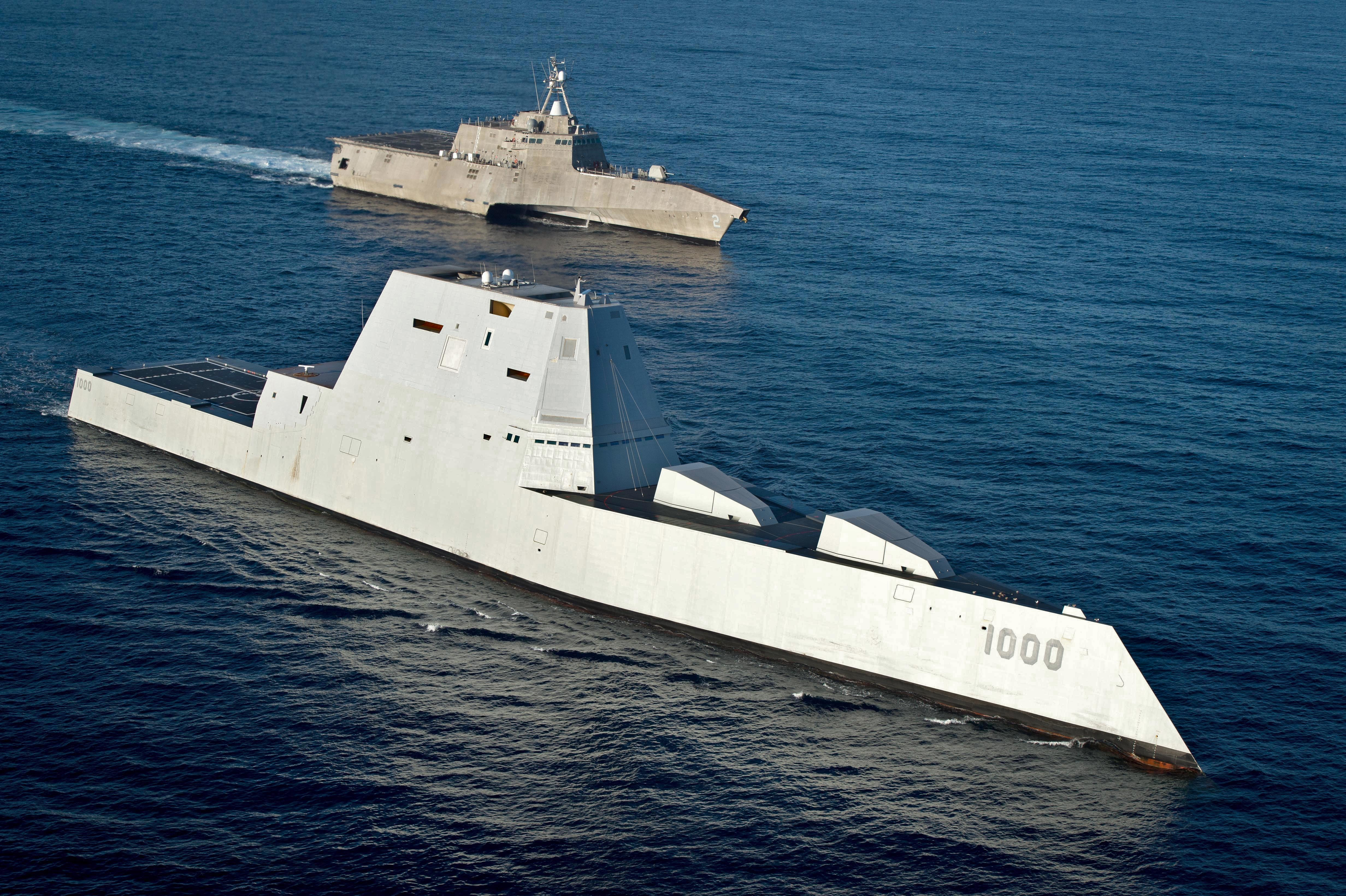
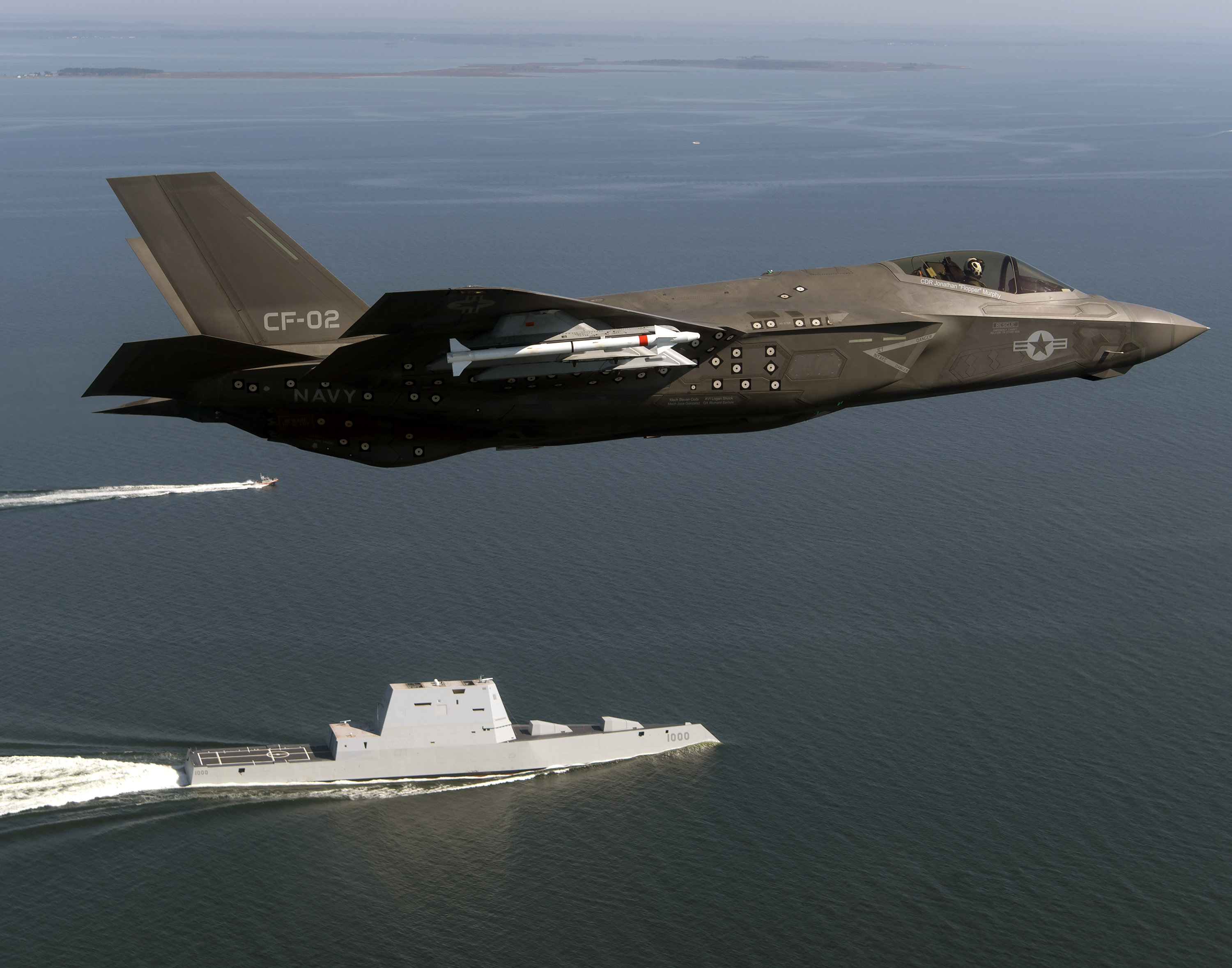
F35B elrepül a Zumwalt felett
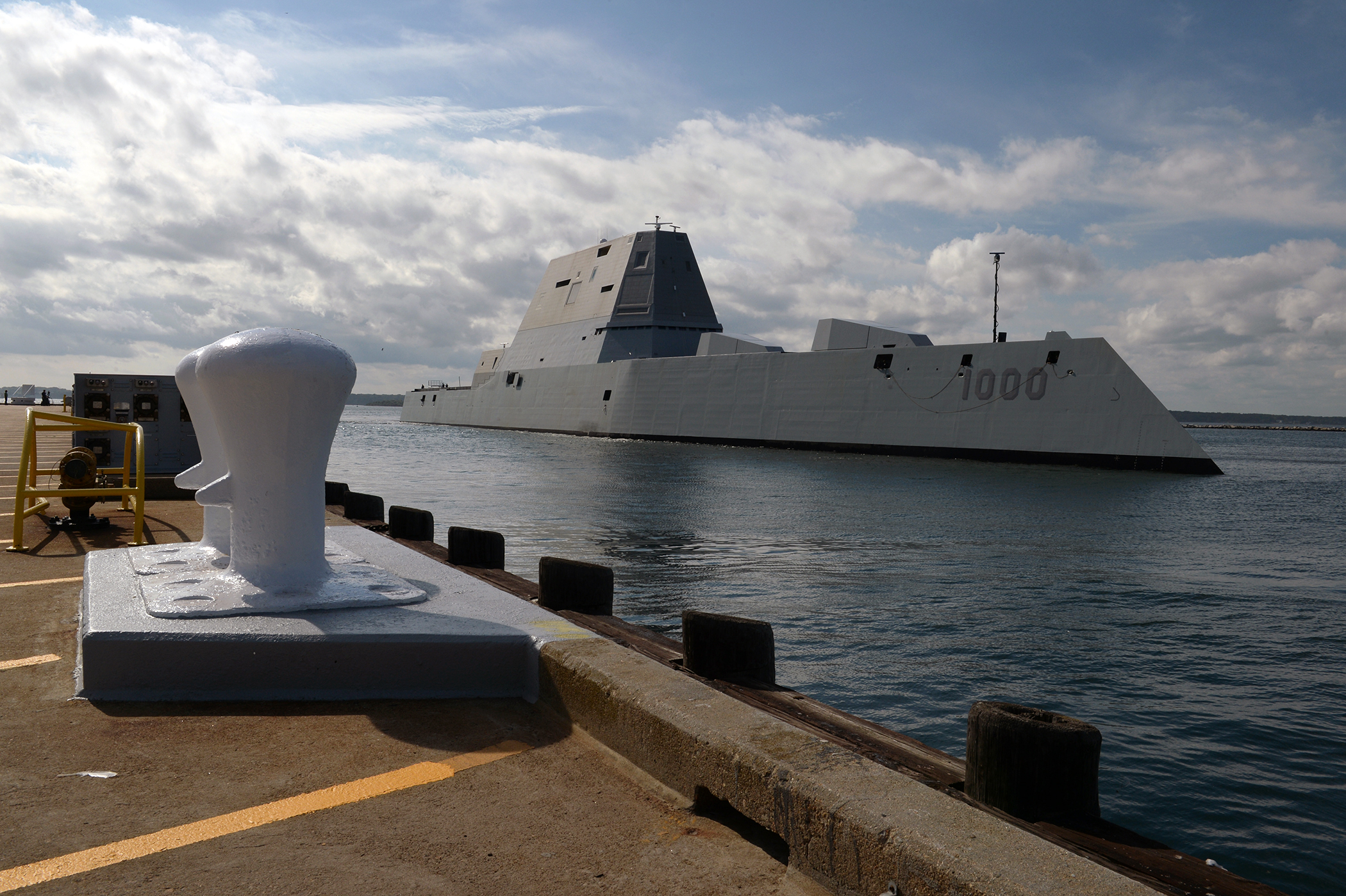
A Zumwalt Rhode Islanden
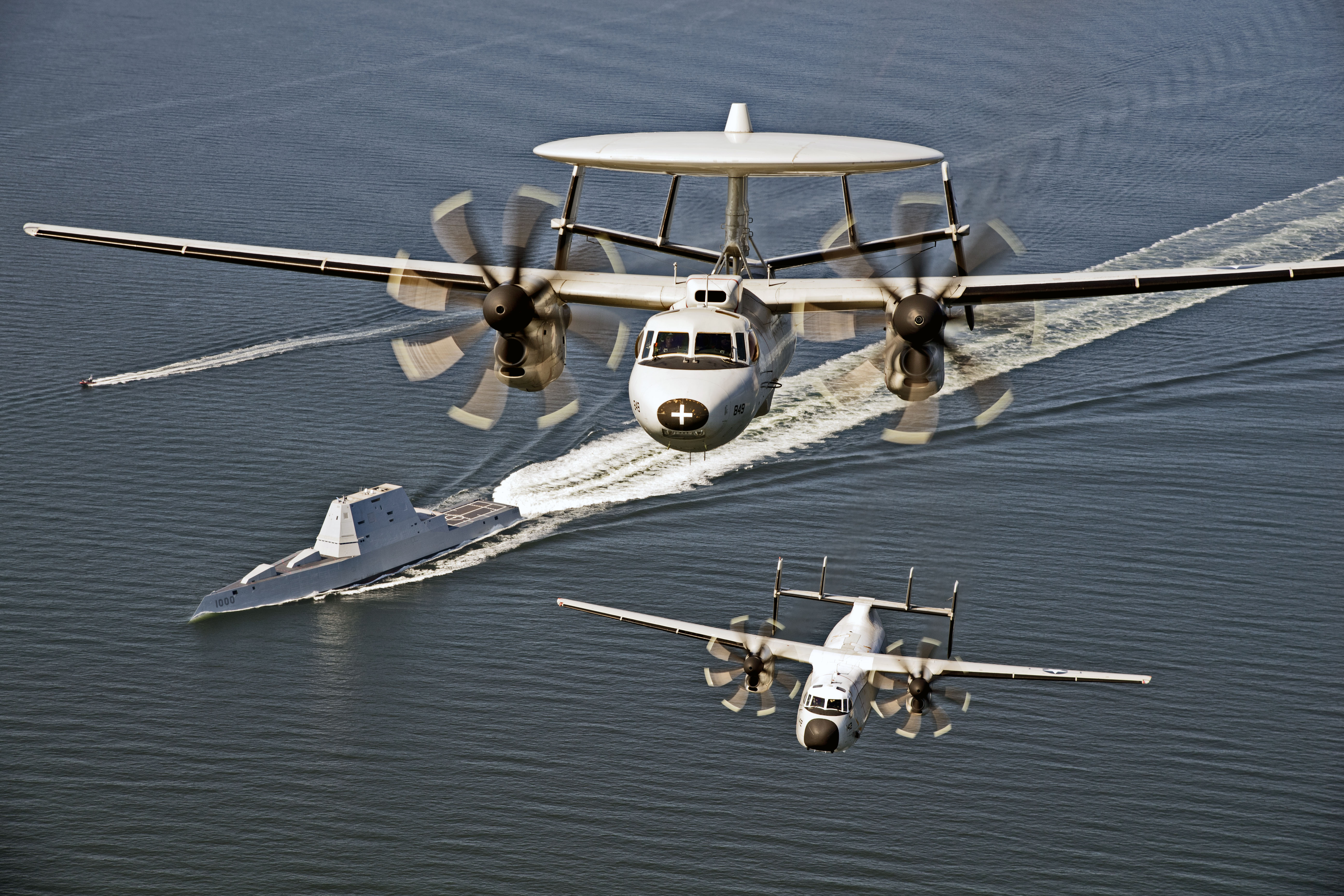
AWACS a Zumwalt felett
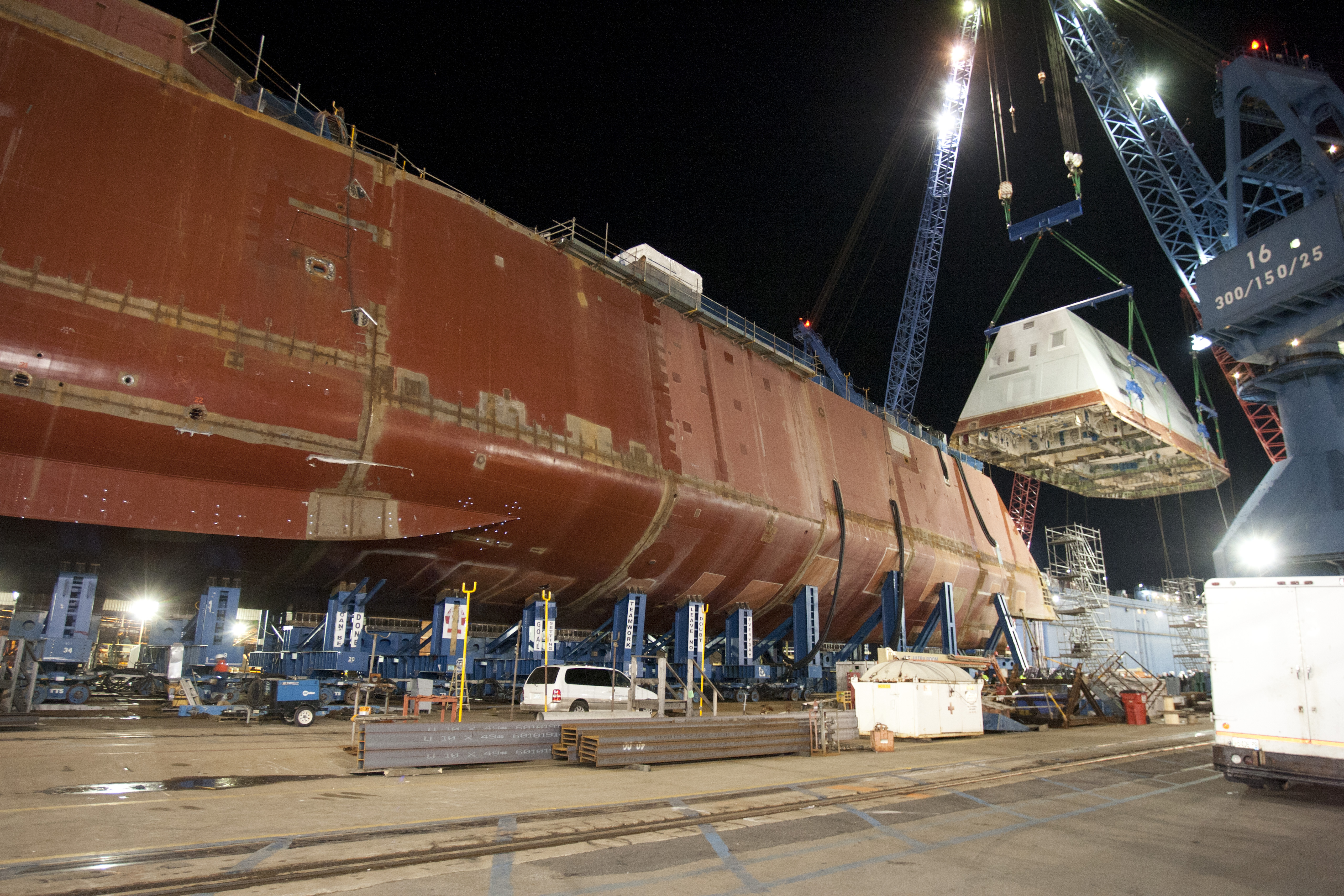
A Zumwalt építés alatt
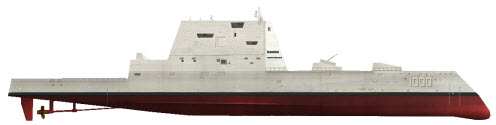

- A Zumwalt éleslövészeten
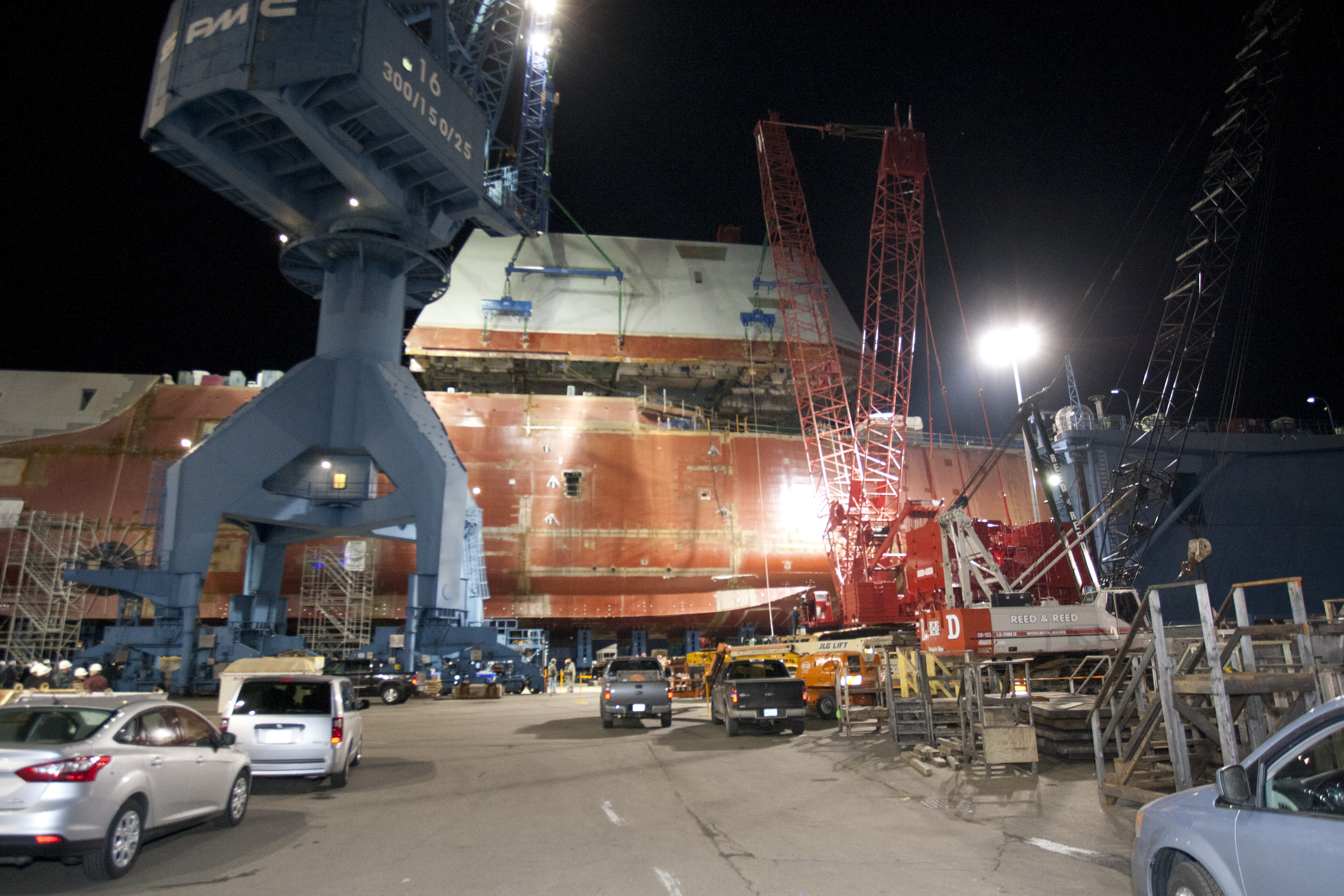
Építés közben
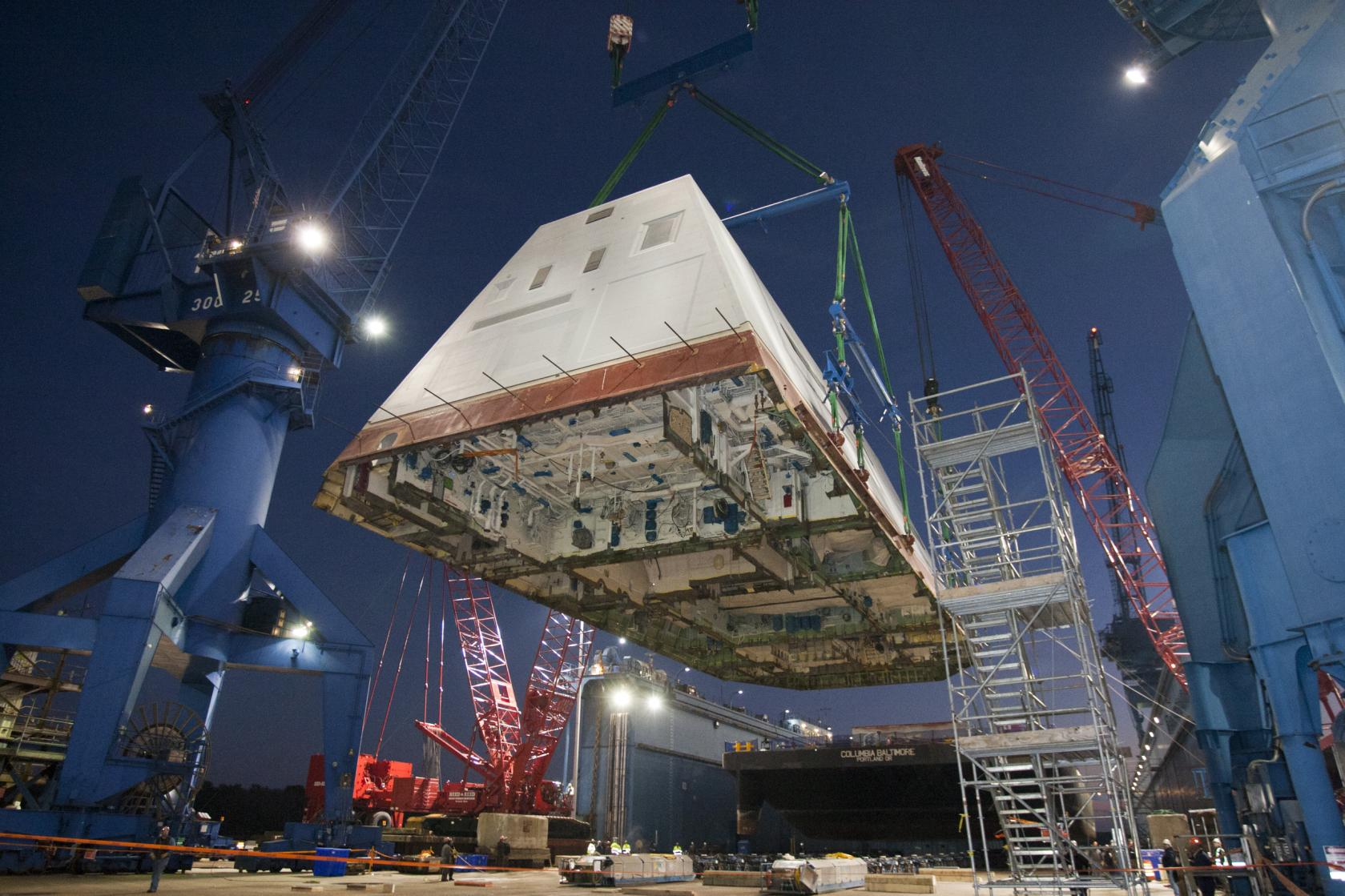
Felhelyezik a felépítményt
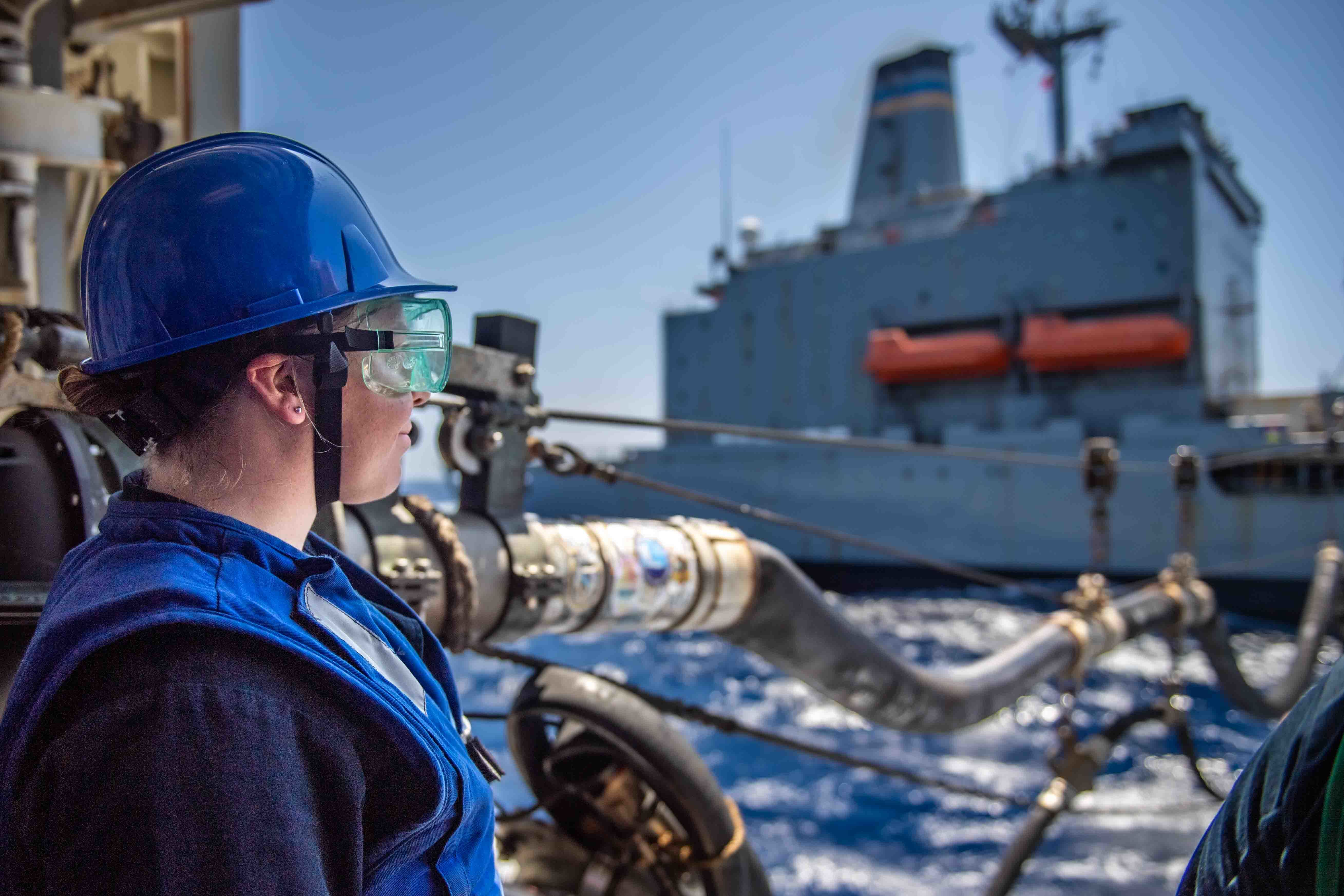
USS Michael Monsoor üzemanyagot ad át a Zumwaltnak
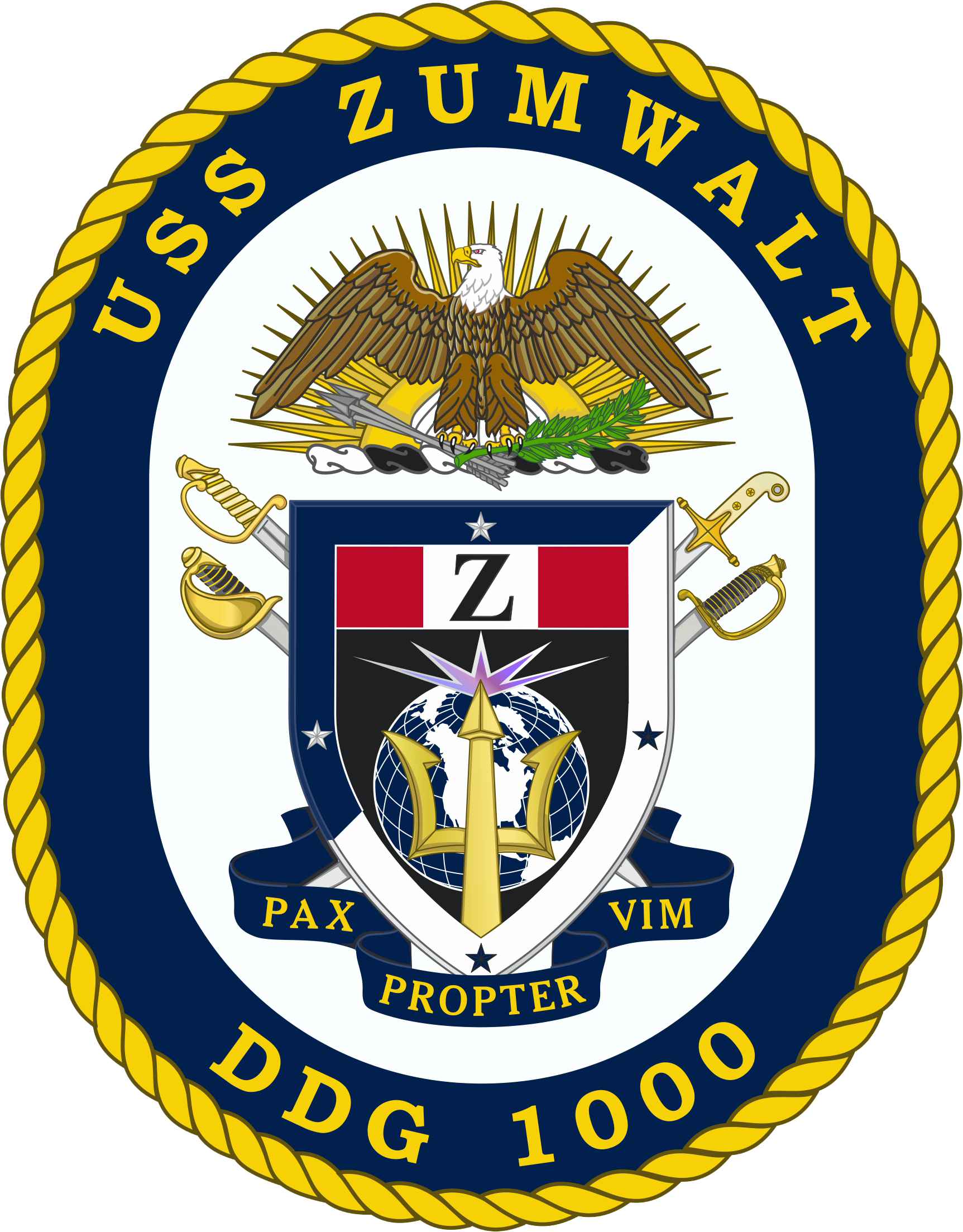
A Zumwalt emblémája

## További  információk
- A USS Zumwalt honlapja Archiválva 2015. december 9-i dátummal a Wayback Machine-ben